# معلم کلا (بابل)
معلم کلا ، روستایی از توابع بخش بندپی غربی شهرستان بابل در استان مازندران ایران است.

## جمعیت
این روستا در دهستان بائیکلا یا دهستان شهیدآباد قرار دارد و براساس سرشماری مرکز آمار ایران در سال ۱۳۸۵، جمعیت آن ۸۹۳ نفر (۲۳۲خانوار) بوده‌است.